# Регулятор лизосомального транспорта
Регулятор лизосомального транспорта (РЛТ; англ. lysosomal trafficking regulator,LYST) — внутриклеточный адапторный белок, участвующий в транспорте везикул и передаче сигнала. В клетке взаимодействует с несколькими белками везикулярного транспорта (комплекс SNARE, белок 14-3-3 и казеинкиназа II). Это крупный белок с молекулярной массой 425 кДа. Мутации белка приводят к синдрому Чедиак-Хигаши, нарушению функционирования иммунной системы с накоплением в клетках характерных гигантских внутриклеточных везикул. Больные с этим синдромом, как правило, не доживают до 7 лет из-за поражения иммунной системы.